# Прикладна етика
Прикладна етика — напрям професійної етики, що вивчає практичні моральні проблеми (наприклад: аборт, евтаназія, смертна кара, штучне запліднення, використання: атомної енергії, біологічної зброї).
Як правило, проблеми, що вивчаються прикладною етикою, мають вид моральної дилеми з двома більш або менш рівнозначними і обґрунтованими рішеннями.
Багато дослідників вважають, що прикладна етика — новий етап у розвитку етики як філософської науки.[джерело?]
Прикладна етика відрізняється від нормативної етики, що стосується того, в що люди повинні вірити, щоб бути правильними і неправильними, і від метаетики, яка стосується природи моральних заяв.

## Поява  і причини появи прикладної етики
Прикладна етика з'явилася в другій половині XX ст. 
Корінням  прикладна етика сягає  в ранні 60 – ті роки, коли в Америці виник рух за громадські права. Потім війна у В'єтнамі. Ці явища породили хвилю суспільних дискусій на теми: рівності, справедливості, громадського непокору, насилля, боротьби за мир, за ядерну зброю, а пізніше за охорону навколишнього середовища та уникнення глобальних катастроф.

Можна відзначити три істотні умови, що визначили її народження та подальший розвиток. По-перше, вона стала логічним розвитком гуманістичної лінії західної філософії, яка стверджувала вищу цінність особистості та її прав. За підсумками розгулу мілітаризму і тоталітарних ідеологій західна філософія рішуче поставила питання про моральне неприйняття багатьох форм насильства, у тому числі і тих, які начебто здійснюються в інтересах людини. Наприклад, протягом всієї історії людства вважалося, що смертна кара, призначена судом від імені держави, є справедливою і тому морально припустимою відплатою за злочин. І тільки в XX ст. розгорнувся серйозний громадський рух проти страти, суспільство бачило в ній не прояв справедливості, а узаконену можливість групи можновладців розправитися з будь-яким неугодним громадянином. Підсумком руху стало скасування цього виду покарання в більшості країн світу.

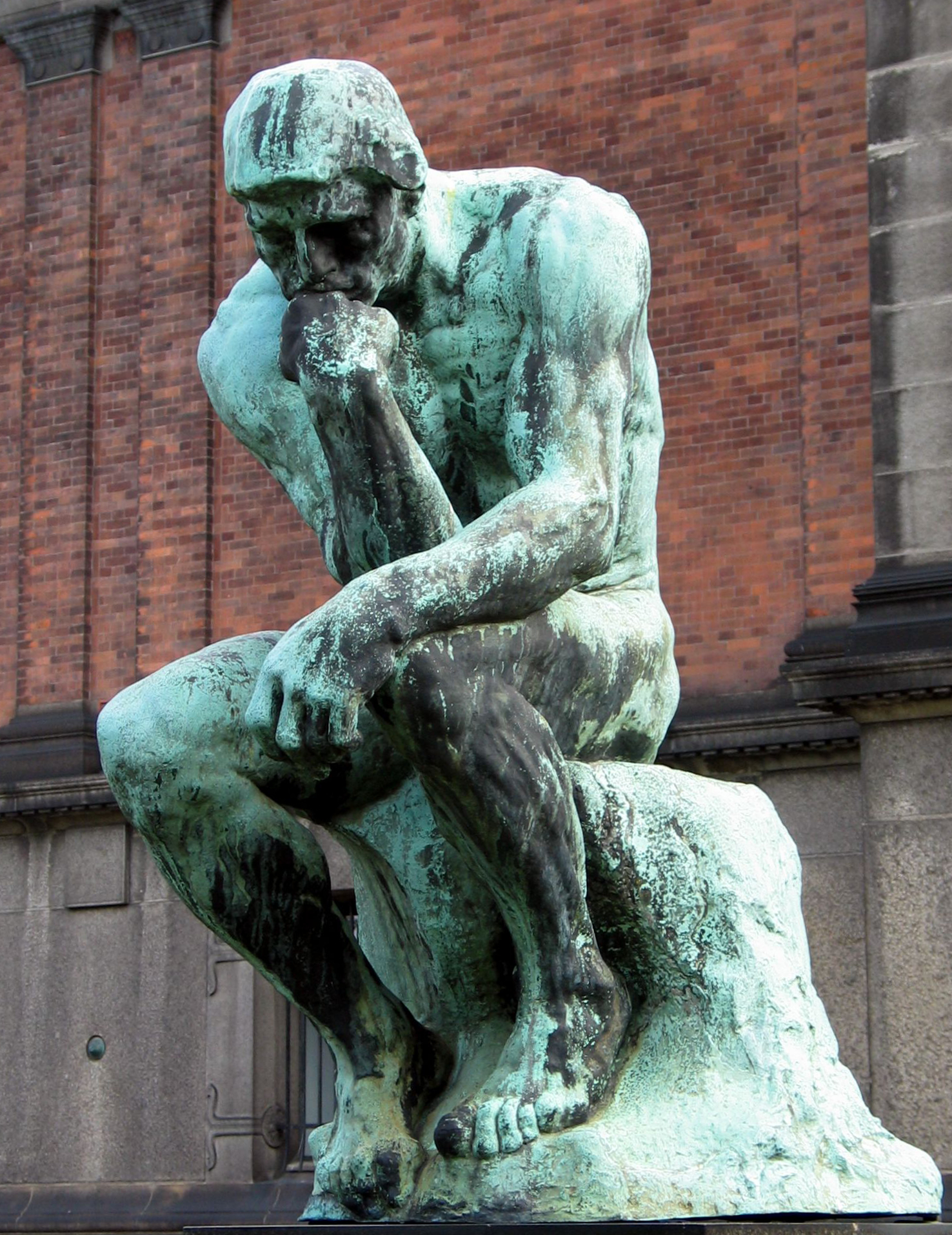
«Мислитель», Огюст Роден, 1888 рік

Другою умовою появи прикладної етики слід назвати науково-технічний прогрес, що породив високотехнологічні винаходи, які змінюють сутність людського життя. Так, у зв'язку з появою реанімації та паліативної медицини  виникли сумніви щодо того, де закінчується життя і починається смерть. Так як мова йде про найважливіше в аспекті людського існування, то спочатку інтерес прикладної етики був зосереджений в основному навколо гостро дискусійних питань медичної практики. У цьому зв'язку на перший план висувалися такі труднощі. Якщо саме життя є невід'ємним правом, то де проходять межі біологічного життя і хто в праві приймати рішення про ці кордони? Чи можна стверджувати, що є такі фахівці, здатні прийняти відповідальне рішення про кінець життя і наступання смерті? І чи можна сказати, що таке рішення завжди буде в інтересах суспільства, самої людини і його родичів? Всі ці питання визначили розвиток біоетики, а слідом за нею і інших галузей прикладного етичного знання.
Крім них розширення й ускладнення професійних практик привело до осмислення їх моральних основ, в результаті чого з'явилися нові відгалуження прикладного етичного знання, наприклад юридична, господарська, журналістська, комп'ютерна етика. Здавалося б, вони повторюють професійну етику, але справа в тому, що проблеми, що існують в їхніх надрах, зачіпають їх взаємодію з іншими областями діяльності, а також з простими людьми як споживачами послуг цих практик.
Нарешті, слід відзначити ще одну причину, яка рідко потрапляє в поле зору дослідників. У сучасному світі величезну роль грають так звані процеси глобалізації, коли ділова активність великих організацій здійснюється в масштабах всього світу. Цей рух супроводжується уніфікацією  різних видів діяльності, стиранням національних, культурних, політичних та інших відмінностей. Можна стверджувати, що зазначені процеси також істотно впливають на умови життя людини. Особистість, що мешкає в просторі західної культури, виявилася фактично насильно відділена від кола традиційних цінностей (національна культура, рідна земля, сім'я, праця на благо суспільства) і стала трактуватися у ряді соціальних доктрин як позбавлений особливостей атом, зведений до функції споживання різних благ. Тому етика як гуманістична традиція зіткнулася із завданням обґрунтування людської індивідуальності. Тут проглядається інша область досліджень прикладної етики, яка випливає з серйозного конфлікту між процесами глобалізації та унікальністю особистості. Так, з протиріч між політичною активністю народилася політична етика. Через стрімке зростання інфраструктури міст і величезного збитку, що наноситься цими процесами навколишньому середовищі з’явилася екологічна етика.

## Завдання прикладної етики
Предметним полем прикладної етики є якісно нове наукове завдання - інтелектуально осмислити соціальну реальність, в якій перестали домінувати традиційні механізми трансляції моральної культури. Це стосується навіть "природної моральності", яка завжди зберігалась на міцному фундаменті співробітництва і доводилась до звички, автоматичної дії, навички. В сучасному суспільстві існують властиві саме йому перешкоди і протиріччя в досягненні злагоди між людьми (як основні, базові, для даного суспільства, так і вторинні). Це стає джерелом постійних конфліктів. Особливо не плідною є та їх частина, що обумовлена віджитими, архаїчними забобонами та історичними хибами минулих часів. Саме протидія застарілим оцінкам і відповідній поведінці, які породжують відсутність порозуміння і ворожість є головним завданням  прикладної етики. Йдеться про нейтралізацію тих настанов, які мають об'єктивну тенденцію до зменшення. 

## Напрямки прикладної етики у професійній сфері
- Бізнес-етика — складова етики ділових відносин, яка досліджує особливості функціонування і розвитку моралі у сфері підприємницької, комерційної діяльності і формулює для цієї сфери відповідні рекомендації.
- Біоетика — вчення про етичну сторону діяльності людини в медицині та біології.
- Інформаційна етика — дисципліна, що досліджує моральні проблеми, що виникають у зв'язку з розвитком і застосуванням інформаційних технологій. Інформаційна етика пов'язана з комп'ютерною етикою і філософією інформації.
- Комп'ютерна етика займається дослідженням поведінки людей, що використовують комп'ютер, на основі чого виробляються відповідні моральні приписи і свого роду етикетні норми.
- Медична етика — дисципліна, розділ прикладної етики, що вивчає медичний етикет, правила і норми взаємодії лікаря з колегами і пацієнтом.
- Екологічна етика — прикладна дисципліна, що є результатом міждисциплінарного синтезу і розташована на стику етики та екології.
- Економічна етика —  розділ науки, що визначає методи і форми досягнення етично виправданих економічних цілей, які ведуть до росту продуктивності праці і на цій підставі сприяють підвищенню добробуту населення.

## Сучасний підхід

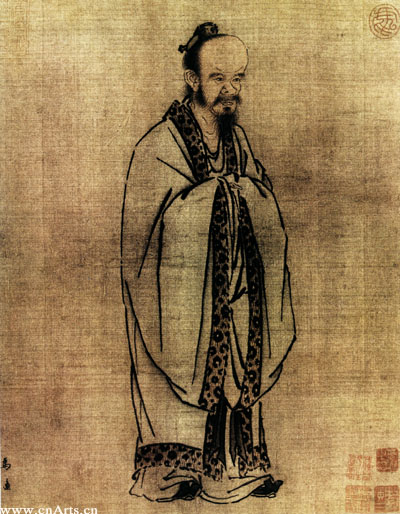
Конфуцій-мислитель

Велика частина прикладної етики стосується лише трьох теорій:
1. Утилітаризм, де практичні наслідки різної політики оцінюються виходячи з припущення, що правильна політика буде та, яка призводить до найбільшого щастя. Розробниками цієї теорії були  Джеремі Бентам і Джон Стюарт Мілль .   Також доповнювали теорію Генрі Сіджвік , який  ввів ідею мотивів  в моралі, і Пітер Сінгер , який представив ідею переваги в моральних рішеннях.
2. Деонтологія, поняття, засноване на "правилах", що зобов'язують виконувати "правильні" дії, незалежно від фактичних наслідків (втілене поняттям Іммануїла Канта категоричного імперативу, який був центром етичної теорії Канта, що базувалася на моральних принципах).
3. Етика чесноти[en], походить від вчень Арістотеля і Конфуція, головними концепціями яких є  перевага розуму і характеру.